# Індерборська селищна адміністрація
Індербо́рська селищна адміністрація (каз. Индербор кенттік әкімдігі, рос. Индерборская поселковая администрация) — адміністративна одиниця у складі Індерського району Атирауської області Казахстану. Адміністративний центр та єдиний населений пункт — селище Індерборський.
Населення — 15664 особи (2021; 12915 у 2009, 11433 у 1999, 11232 у 1989).
Станом на 1989 рік існувала Індерборська селищна рада (смт Індерборський).